# 八帖南町
八帖南町（はっちょうみなみまち）は愛知県岡崎市の町名。現行行政地名は八帖南町1丁目及び八帖南町2丁目と2つの小字。

## 地理
岡崎市の西部に位置し、中心街の一角に相応する。

### 河川
- 矢作川
- 乙川（菅生川）
- 早川

### 小字
- 字立島
- 字琉球島

## 世帯数と人口
2019年（令和元年）5月1日現在の世帯数と人口は以下の通りである。
| 町丁     | 世帯数  | 人口  |
| -------- | ------- | ----- |
| 八帖南町 | 341世帯 | 806人 |

### 人口の変遷
国勢調査による人口の推移
| 1995年（平成7年）  | 775人 | [ 6 ]  |  |
| 2000年（平成12年） | 789人 | [ 7 ]  |  |
| 2005年（平成17年） | 834人 | [ 8 ]  |  |
| 2010年（平成22年） | 808人 | [ 9 ]  |  |
| 2015年（平成27年） | 792人 | [ 10 ] |  |

## 小・中学校の学区
市立小・中学校に通う場合、学区は以下の通りとなる。
| 番・番地等 | 小学校             | 中学校             |
| ---------- | ------------------ | ------------------ |
| 全域       | 岡崎市立連尺小学校 | 岡崎市立城北中学校 |

## 歴史
額田郡八帖村を前身とする。

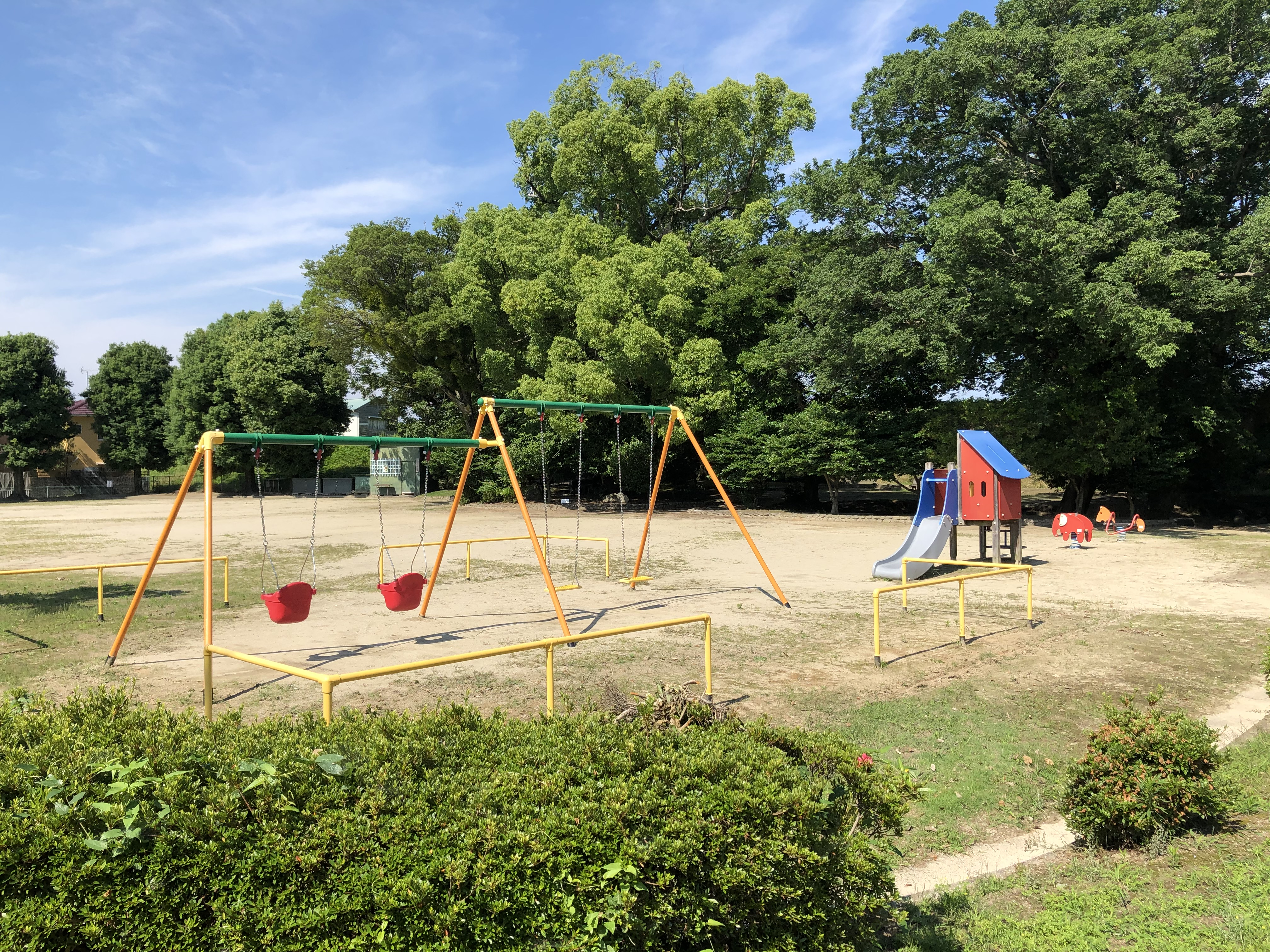
諏訪公園

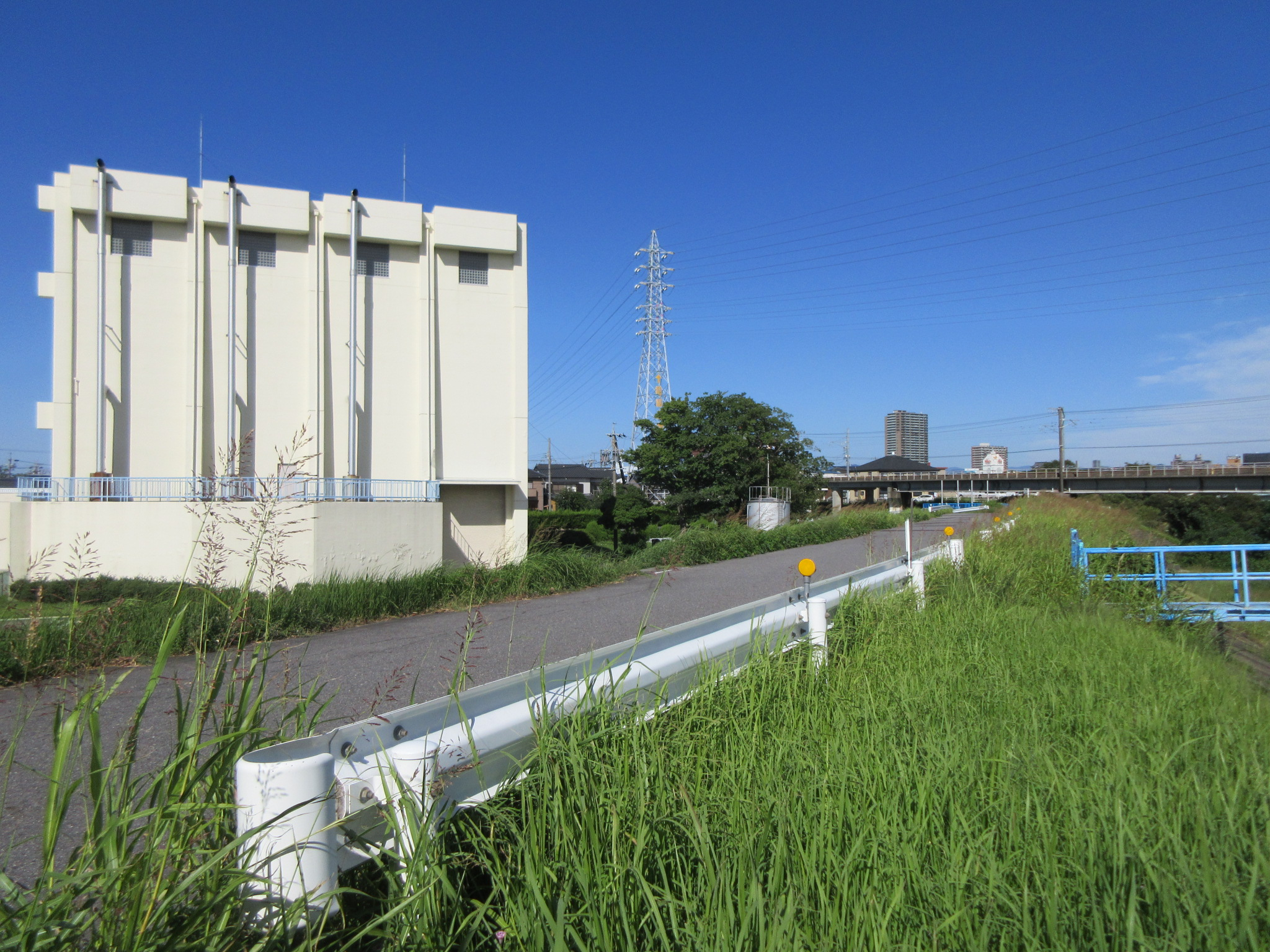
早川雨水ポンプ場

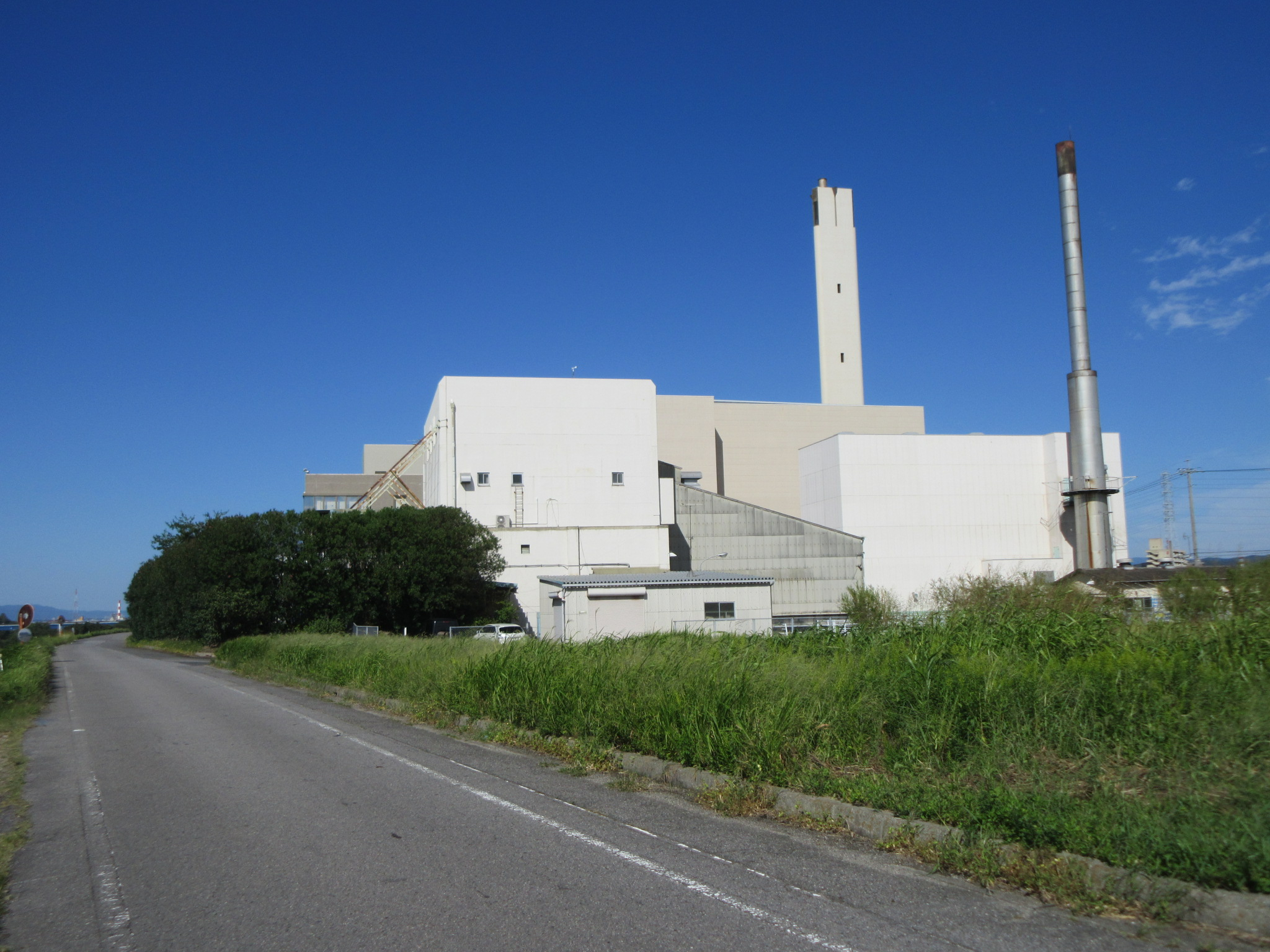
八帖クリーンセンター

- 明治初期、岡崎城下である岡崎松葉町と、八町村が合併をし、八帖村となる。その後の明治22年10月1日、町村制施行に伴い、岡崎横町・岡崎亀井町・岡崎久右衛門町・岡崎魚町・岡崎康生町・岡崎材木町・岡崎十王町・岡崎松本町・岡崎上肴町・岡崎伝馬町・岡崎田町・岡崎唐沢町・岡崎島町・岡崎投町・岡崎能見町・岡崎八幡町・岡崎板屋町・岡崎福寿町・岡崎門前町・岡崎祐金町・岡崎裏町・岡崎両町・岡崎連尺町・岡崎六地蔵町・岡崎籠田町・菅生村・中村・梅園村・八帖村・六供村が合併して岡崎町となり消滅した。
- 1978年（昭和53年）2月9日 - 八帖土地区画整理組合の事業により、八帖町の一部を分離し、八帖南町を設置[1]。

## 交通
- 愛知環状鉄道・愛知環状鉄道線
  - 通過するのみである

## 施設
- 岡崎滑空場（グライダー練習場）
- 早川雨水ポンプ場
- 八帖下水終末処理場
- 八帖クリーンセンター
- 八帖墓苑
- 諏訪公園

## その他

### 日本郵便
- 郵便番号 : 444-0922[4]（集配局：岡崎郵便局[12]）。

## 参考資料
- 「角川日本地名大辞典」編纂委員会 編『角川日本地名大辞典 23 愛知県』角川書店、1989年3月8日。ISBN 4-04-001230-5。
- 有限会社平凡社地方資料センター 編『日本歴史地名体系第23巻 愛知県の地名』平凡社、1981年。ISBN 4-582-49023-9。